# Maresciallo generale degli accampamenti e delle armate del re
Quella di maresciallo generale degli accampamenti e delle armate del re (noto anche come Maréchal général du roi) era una carica militare francese dell'Ancien Régime , poi ricreata durante la Monarchia di Luglio. Il titolare aveva autorità su tutti gli altri marescialli di Francia.

## Storia
Creata inizialmente per sostituire quella di Connestabile di Francia in caso di sua indisponibilità, dopo la soppressione di quest'ultima nel 1624, da parte del cardinale Richelieu, divenne la più alta carica militare dell'esercito francese. I marescialli generali di Francia, prima di ricevere tale carica, erano tutti marescialli di Francia. Tuttavia, a differenza della carica di maresciallo di Francia, questa raramente veniva concessa a comandanti in attività, ma si trattava piuttosto, soprattutto nei secoli XVII e XIX, di un riconoscimento di fine carriera per i marescialli che avevano acquisito meriti particolari. La carica ha avuto solo sette titolari:
- data ignota, fra 1594 e 1602: Charles de Gontaut-Biron (1524-1602)
- 1621-1622: François de Bonne de Lesdiguières (1543-1626), poco dopo divenuto conestabile
- 1660-1675: Henri de La Tour d'Auvergne-Bouillon (1611-1675)
- 1733-1734: Claude Louis Hector de Villars (1653-1734)
- 1747-1750: Maurizio di Sassonia (1696-1750)
- 1847-1848: Nicolas Jean-de-Dieu Soult (1769-1851) ebbe il titolo di Maréchal général de France.